# Tamu-Massiv
Das Tamu-Massiv ist eine 30 km dicke Ansammlung (pile up) ozeanischer Kruste, was recht ungewöhnlich ist, da die Dicke der Kruste im Meer im Allgemeinen nur rund 8 km beträgt.
Der untermeerische Vulkan ist kein Schildvulkan, wie zuvor angenommen. Magnetostratigraphische Untersuchungen des Meeresbodens deuten hingegen auf eine Entstehung an divergierenden Plattengrenzen hin. Zwischen sich voneinander fortbewegenden Platten riss über einen Zeitraum von einigen Millionen Jahren wiederholt die Erdkruste auf und Magma füllte den Zwischenraum. Da sich währenddessen die Richtung des Erdmagnetfelds mehrfach umkehrte, lässt sich dieser Prozess heute anhand der hinterlassenen Barcode-ähnliche Streifenmuster des Meeresbodens im Massiv nachweisen.

## Name
Der Name Tamu steht für die Initialen der Texas A&M University, an der der Entdecker des Massivs, Professor William Sager, damals lehrte.

## Ausdehnung
Der Großteil des Massivs hat eine Ausdehnung von rund 450 km × 650 km und nimmt eine Fläche von 310.000 km² ein. Die Hangneigung beträgt nur etwa 0,5° bis 1,5°, deutlich geringer als bei Tiefseebergen üblich. (Anmerkung: Echolot-Diagramme, wie die bathymetriesche Karte oben, sind extrem überhöht, damit man solche Massive überhaupt erkennen kann.)

## Lage
Das Tamu-Massiv liegt im nordwestlichen Pazifik, etwa 1600 km östlich von Japan. Es ist Teil des Shatsky Rise, einer Kette von Tiefseebergen, die durch eine Reihe von unterseeischen Vulkanausbrüchen vor 130 bis 145 Millionen Jahren entstand.